# Dentaliidae
Dentaliidae es una familia de moluscos escafópodos llamados comúnmente conchas colmillo de elefante.

## Géneros
Dentro de esta familia se encuentran los siguientes géneros:
- Antalis H. & A. Adams, 1854
- Coccodentalium Sacco, 1896
- Compressidentalium Habe, 1963
- Dentalium Linnaeus, 1758
- Eudentalium Cotton & Godfrey, 1933
- Fissidentalium Fischer, 1885
- Graptacme Pilsbry & Sharp, 1897
- Paradentalium Cotton & Godfrey, 1933
- Pictodentalium Palmer, 1974
- Plagioglypta Pilsbry in Pilsbry & Sharp, 1897
- Schizodentalium Sowerby, 1894
- Striodentalium Habe, 1964
- Tesseracme Pilsbry & Sharp, 1897